# Axel Laurance
Axel Laurance (13 aprile 2001) è un ciclista su strada e ciclocrossista francese che corre per il team Ineos Grenadiers; è professionista dal 2022.

## Palmarès

### Strada
- 2019 (Juniores)

1ª tappa Ronde des Vallées (La Prénessaye > La Prénessaye)
1ª tappa Grand Prix Rüebliland (Rheinfelden > Schupfart)
- 2021 (VC Pays de Loudéac, due vittorie)

3ª tappa Grand Prix Priessnitz spa (Jeseník > Jeseník)
3ª tappa La SportBreizh (Châteauneuf-du-Faou > Châteauneuf-du-Faou)
- 2022 (B&B Hotels-KTM, una vittoria)

4ª tappa Tour of Croatia (Zaravecchia > Cirquenizza)
- 2023 (Alpecin-Deceuninck Development Team, tre vittorie)

1ª tappa Circuit des Ardennes (Nouvion-sur-Meuse > Sedan)
4ª tappa Tour Alsace (Tagolsheim > Altkirch)
Campionati del mondo, Prova in linea Under-23
- 2024 (Alpecin-Deceuninck, quattro vittorie)

2ª tappa Étoile de Bessèges (Marguerittes > Rousson)
5ª tappa Volta Ciclista a Catalunya (Altafulla > Viladecans)
2ª tappa Giro di Norvegia (Odda > Gullingen)
Classifica generale Giro di Norvegia

#### Altri successi
- 2018 (Juniores)

2ª tappa, 1ª semitappa Aubel-Thimister-Stavelot (Thimister > Thimister, cronosquadre)
- 2019 (Juniores)

2ª tappa, 1ª semitappa Aubel-Thimister-Stavelot (Thimister > Thimister, cronosquadre)
- 2020 (VC Pays de Loudéac)

4ª tappa Circuit des Plages Vendéennes (Martinet > Martinet, cronosquadre)
- 2022 (B&B Hotels-KTM)

Classifica a punti Tour de Wallonie

### Cross
- 2018-2019 (Juniores)

Cyclo-cross de La Mézière, Junior (La Mézière)

## Piazzamenti

### Grandi Giri
- Tour de France

2024: 99º
2025: 53º

### Classiche monumento
- Milano-Sanremo

2024: 75º
2025: 44º
- Giro delle Fiandre

2024: ritirato
- Liegi-Bastogne-Liegi

2024: 44º
2025: 8°

### Competizioni mondiali
- Campionati del mondo

Yorkshire 2019 - In linea Junior: ritirato
Glasgow 2023 - In linea Under-23: vincitore

### Competizioni europee
- Campionati europei

Trento 2021 - In linea Under-23: ritirato